# Adonea fimbriata
Adonea fimbriata är en spindelart som beskrevs av Simon 1873. Adonea fimbriata ingår i släktet Adonea och familjen sammetsspindlar. Inga underarter finns listade i Catalogue of Life.